# Симулакрум
Симулакрум (на латински: simulacrum – „подобие“) като дума в английски език се появява за първи път през късния XVI век и е използвана, за да опише репрезентацията (изобразяването) на друга репрезентация, например статуя или картина. През късния XIX век вече има една вторична асоциация на нейното значение с нископоставеност и непълноценост: тоест става дума за изображение без същността или качествата на оригинала. Философът Фредерик Джеймисън предлага фотореализма като пример за художествен симулакрум, където картината е създадена от копиране на фотография, която сама по себе си вече е копие на обект или човек от реалния живот.